# Тимковский, Роман Фёдорович
Роман Федорович Тимковский (1785—1820) — филолог, ординарный профессор греческой и латинской словесности, декан отделения словесных наук Московского университета.

## Биография
Родился в 1785 году в имении Згарская Тимковка (ныне село Згар) Золотоношского уезда Полтавской губернии. Правнук казацкого старшины Василия Тимченко, казака Переяславского полка (1740) и сын Фёдора Назаровича Тимковского (1739—1790), полкового есаула, переяславского почтмейстера. Имел четырёх братьев — Илья (1773—1853), Иван (1778—1808) Василий (1781—1832), Юрий (1790—1875) и трёх сестёр, младшая из которых, Гликерия (1788—1829) была замужем за Максимовичем — их сын М. А. Максимович.
Начальной грамоте его научил дядя, инок Киево-Печерской лавры. Затем он начал учиться в Киевско-Могилянской академии, но уже в октябре 1797 года, по собственному желанию, был переведён в академическую гимназию при Московском университете, которую с серебряной медалью окончил в июне 1800 года и был принят студентом в Московский университет. В августе 1803 года за успехи в учёбе был награждён серебряной медалью и начал вести греческие этимологические и латинские синтаксические классы. После окончания университета в 1804 году получил степень кандидата; в 1805 году стал магистром за диссертацию «De Dithyrambis eorumque usu apud graecos et Romanos» (М., 1806). В 1806 году получил степень доктора философии и вместе с А. В. Болдыревым был направлен в заграничную командировку; учился в Лейпцигском и, с 1807 года, в Гёттингенском университете (под руководством Х. Г. Гейне). В 1807 году стал действительным членом Лейпцигского биологического общества.
С 1 сентября 1809 года в звании адъюнкта начал преподавать на словесном отделении Московского университета древнюю словесность. Одновременно он был инспекторским помощником и преподавателем греческого и латинского языков в университетской гимназии, а с 1810 года некоторое время преподавал латинскую словесность в университетском Благородном пансионе. 
В октябре 1810 года Р. Ф. Тимковский был назначен экстраординарным профессором древностей и римской словесности, в октябре 1811 года, после смерти X. Ф. Маттеи — ординарным профессором греческой и латинской словесности. По примеру заграничных университетов им был организован филологический семинарий, в котором студенты под его руководством проводили разбор и критику классических писателей и древностей, о которых параллельно шла речь на лекциях. В 1811 году был избран действительным членом Московского общества истории и древностей российских.
В 1812—1818 годах Тимковский состоял членом училищного комитета, несколько лет (1814—1816 и 1817—1818) занимал должность декана словесного отделения, в 1811—1820 годах состоял при цензурном комитете. В 1815 году был назначен директором Педагогического института Московского университета. Кроме того, преподавал греческий и латинский языки в университетской гимназии и некоторое время латинскую словесность в университетском благородном пансионе.
Большая его библиотека, состоявшая из редких книг и рукописей, погибла во время пожара Москвы в 1812 году.
В 1817 году награждён орденом Св. Владимира 4-й степени. 
Умер в чине коллежского советника 16 (28) января 1820 года и был похоронен на Лазаревском кладбище.

## Научная деятельность
- Ещё в 1803 году, будучи студентом, Роман Тимковский сделал перевод (с немецкого) Оссиана.
- В 1806 году в Москве была напечатана магистерская диссертация Tимковского — «De Dithyrambis eorumque usu apud Graecos et Romanos»; в исправленном и дополненном виде она была напечатана также в «Актах» словесного семинария Лейпцигского университета. В это же время Тимковский, предприняв издание на латинском языке басен Федра под заглавием «Phaedri Augusti liberti fabularum Aesopiarum libri quinque ex recensione P. Burmani», написал ценные примечания, обнаруживавшие в молодом филологе солидные и разносторонние познания.
- На университетском акте 5 июля 1811 года им была произнесена торжественная речь «De virtutibus Graecorum et Romanorum non nisi ex eorum ingenio moribus et vita recte aestimandis», в переводе И. И. Давыдова напечатанная в «Трудах профессоров Московского университета».
- В последние годы своей жизни Р. Ф. Тимковский преимущественное внимание стал уделять русской древней словесности; он первый подверг критике мнение о сочинениях Нестора-летописца, сличил летопись с другими памятниками, приписывавшимися Нестору, с «Патериком» и «Житием св. Феодосия», открыв, по его собственным словам, «весьма важную истину, что преподобный Нестор не оставил нам по себе никакого другого памятника, кроме драгоценной летописи».

С глубокими сведениями в греческой и римской словесности он соединял основательное знание древностей и истории. Как искусный критик, он умел тонко раздроблять предмет и глубоко проникать в оный; порядок и точность были средством и целью его исследований, какие он посвящал и на рассмотрение исторической истины, и на определение происхождения и значения слова
— [уточнить]Шевырев С. История Императорского Московского университета. — М., 1855.